# Club Atlético San Lorenzo de Almagro
O Club Atlético San Lorenzo de Almagro, ou simplesmente San Lorenzo, é um clube de futebol argentino, que localiza-se na cidade de Buenos Aires, com a sede oficial no bairro de Boedo, mas que na época da fundação fazia parte do bairro de Almagro, sendo que o seu estádio atual, El Nuevo Gasómetro, localiza-se no bairro de Bajo Flores.
O regresso a Boedo e a construção de um novo estádio no mesmo sítio onde existiu o histórico Gasómetro (fechado em 1979, na sequência da sua expropriação pela ditadura e posterior venda ao Carrefour) está em marcha, após a aprovação de uma lei de restituição do terreno.
Um dos cinco grandes do futebol argentino, sagrou-se quinze vezes campeão de seu país, ostenta como o seu título mais importante a conquista da Copa Libertadores da América de 2014, tendo ainda dois outros títulos de competições secundárias da Conmebol, disputando com o Huracán o dérbi conhecido como El clásico de barrio más grande del mundo ou Clásico Porteño e também é conhecido por que teve como torcedor e sócio o Papa Francisco, o primeiro pontífice nascido no continente americano.

## História
O San Lorenzo foi fundado em 1 de abril de 1908 no bairro de Almagro, na cidade de Buenos Aires, capital da Argentina, pela iniciativa de um grupo de jovens, incentivados pelo padre salesiano R.P. Lorenzo Massa. As cores escolhidas para seu uniforme foram o azul e o vermelho, que simbolizam o ideal e a luta, e este clube também é conhecido como "El Ciclón".

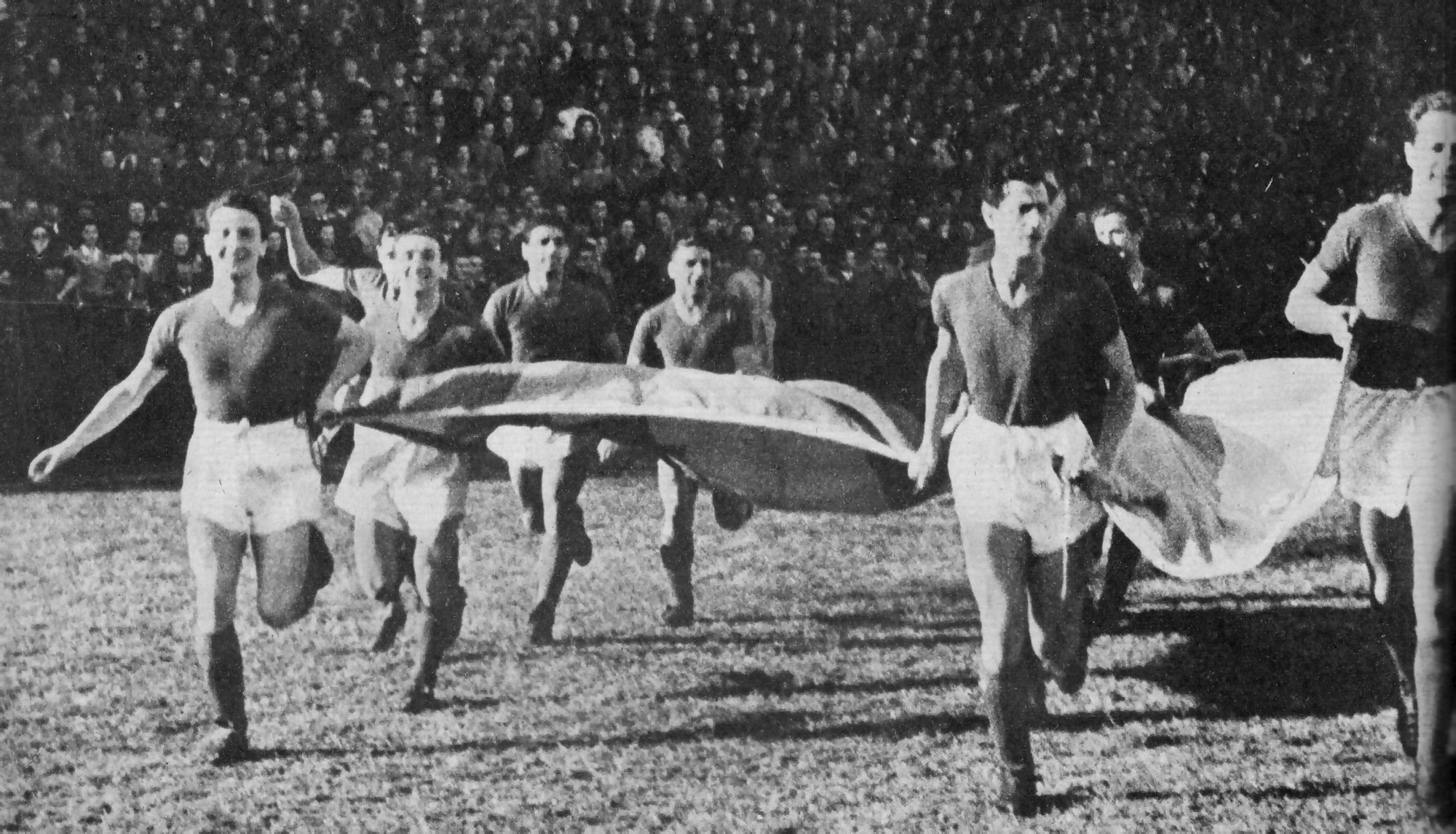
San Lorenzo em 1947

Entre as muitas histórias de sua rica existência, destaca-se que em 1947, em excursão pela Europa, ganhou da Espanha em Madri por 6 a 1 e de Portugal em Lisboa por 10 a 4, com o grande time que havia sido campeão argentino um ano antes. O modelo de jogo baseado na passagem constante da bola entre todos os seus jogadores, é a base do futebol europeu hoje, sobretudo com Pep Guardiola, que disse ter se baseado no antigo estilo do San Lorenzo.[carece de fontes?]
Este clube participou dezoito vezes da Taça Libertadores da América até 2025, sendo o primeiro representante da Argentina na primeira edição do troféu, em 1960, chegando em três delas às semifinais (1960, 1973 e 1988). Além disso, foi o último campeão da Copa Mercosul no ano de 2001 e ganhou a primeira edição da Copa Sul-Americana de futebol, em 2002.
O San Lorenzo é o único clube argentino que tem saldo positivo nos confrontos contra o Boca Juniors. Além deste rival, faz grandes clássicos contra o River Plate, o Racing Club o Independiente e o clássico de barrio (do bairro) contra o Huracán contando também com uma crescente rivalidade com o Vélez Sarsfield.
Além do futebol, as representações do clube tiveram ou tem boas atuações no basquete (conquistou vários torneios argentinos e sul-americanos entre os anos 1960 e 1975), no hockey (vários Campeonatos Metropolitanos), no atletismo (como o caso do maratonista Delfo Cabrera, medalhista de ouro nos Jogos Olímpicos de 1948 e Osvaldo Suárez, vencedor da Corrida Internacional de São Silvestre nos anos 1958, 1959 e 1960) e, recentemente, no futsal e no vôlei (a equipe masculina foi campeão da Segunda Divisão Argentina no ano de 2004). A instituição é considerada o vencedor do esporte argentino.
Seu atual estádio é o Pedro Bidegain, com capacidade para 47 964 espectadores, tendo sido inaugurado em 16 de dezembro de 1993 e que também é conhecido como "El Nuevo Gasômetro", uma homenagem ao antigo estádio do clube, local de incontáveis glórias do futebol argentino, onde muito jogou a seleção nacional, e que foi demolido para dar lugar a uma rede internacional de hipermercados.
O antigo estádio, "El viejo" (o velho) Gasômetro de Boedo, havia sido fundado em 17 de maio de 1916 , na vitória do San Lorenzo sobre o Estudiantes de La Plata por 2 a 1 e sua capacidade chegou a 75 mil espectadores em 1929, um verdadeiro monumento do futebol mundial naquela época, com iluminação artificial tendo sido instalada em 1939. O último jogo no estádio localizado no bairro portenho de Boedo foi no dia 2 de dezembro de 1979.
A 13 de agosto de 2014, o San Lorenzo de Almagro conquistou a Taça Libertadores, ao vencer em casa, os paraguaios do Nacional por (1 a 0), num golo de Nestor Ortigoza (nascido na Argentina, mas naturalizado paraguaio), depois de ter empatado (1 a 1) no jogo da primeira mão da final.
Desta forma, o único dos cinco grandes clubes argentinos que nunca vencera a principal competição sul-americana (equivalente à Liga dos Campeões europeia) conseguiu afastar a espécie de "maldição" que pairava desde a edição inaugural da Libertadores, na qual o San Lorenzo participara como primeiro representante da Argentina. Coube ao "capitão" Leandro Romagnoli erguer o troféu tão ambicionado, em pleno relvado do estádio Pedro Bidegain, popularmente conhecido por Nuevo Gasómetro.
No dia 17 de dezembro de 2014 o San Lorenzo se classificou para a decisão do Mundial de Clubes da FIFA vencendo o Auckland City da Nova Zelândia pelo placar de 2 a 1, mas acabou sendo derrotado na final para o Real Madrid por 2 a 0.

## Torcida

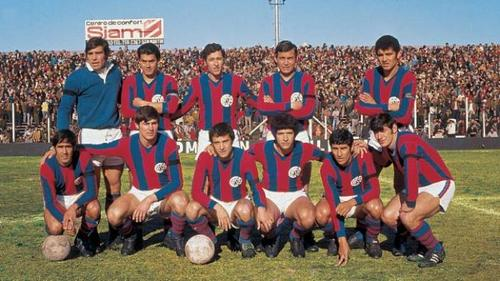
A equipe que ganhou o campeonato argentino de 1968 era conhecida como Los Matadores e foi o primeiro time a ganhar um campeonato de forma invicta na era profissional. Destacavam-se o goleiro Buttice (primeiro em pé, da esquerda para a direita) e o atacante Fischer (segundo agachado, da direita para a esquerda). O técnico era o brasileiro Tim.

Segundo as pesquisas oficiais sobre torcidas, o San Lorenzo é uma das cinco maiores torcidas da Argentina, com cerca de 5% da torcida nacional, equivalente a 2 milhões de torcedores.
Los cuervos, como são chamados os torcedores do San Lorenzo, são mais numerosos na Grande Buenos Aires, apesar de se encontrar muitos cuervos no interior do país.
No entanto, na tabela histórica de venda de ingressos dos jogos da AFA, o San Lorenzo é o terceiro clube que vendeu mais ingressos (33 207 510) na história do futebol argentino (até o ano de 2006), perdendo apenas para Boca Juniors e River Plate.
No ano de 1982, a sua torcida, mesmo disputando a segunda divisão, quebrou todos os recordes de venda de ingressos naquele ano: 75.000 pessoas (70.948 pagantes) lotaram o Estádio Monumental de Nuñez para assistir à partida San Lorenzo versus Tigre, válida pela sexta rodada do torneio da segunda divisão.

### Torcedores ilustres
- Papa Francisco - Cardeal Jorge Mário Bergoglio, arcebispo de Buenos Aires, eleito Papa no Conclave de 2013, é torcedor e sócio honorário do clube, tendo revelado assistir ao vivo aos jogos do San Lorenzo, quando criança, levado pela mão do seu pai.[7][8][9][10]

- Viggo Mortensen, ator norte-americano, nascido em Nova York, viveu na infância em Buenos Aires e se tornou "cuervo".

- Valeria Mazza (ex-modelo internacional, posou várias vezes com a camisola do clube).

- Osvaldo Soriano (escritor e jornalista, já falecido, chegava a telefonar a um amigo para saber os resultados dos jogos, durante o seu exílio na Europa, devido à ditadura que governou o seu país entre 1976 e 1983).

- Guido di Tella (engenheiro, economista e político, foi ministro das Relações Exteriores da Argentina).

- James Cheek (embaixador dos Estados Unidos em Buenos Aires, na década de 1990, assistia a vários jogos ao vivo).

- Fransciso Lamolina (ex-árbitro de futebol internacional).

- Rúben Fontana (ex-piloto argentino de Fórmula 1).

- Os futebolistas Hernán Crespo, Marcelo Gallardo, Ricardo Bochini e Diego Buonanotte declararam publicamente simpatizar com o San Lorenzo.

- Eliseo Subiela (cineasta argentino)

- David Bisbal (cantor espanhol)

- O tenista Novak Djokovic não aceitou uma camisa do Boca Juniors, preferindo a do San Lorenzo, recebendo também da diretoria do clube uma carteira de sócio.[11]

A estrela mexicana radicada na Argentina, Karol Sevilla, é declaradamente uma "cuervita", havendo feito vários vídeos, fotos e tweets nos quais declara sua paixão pelo San Lorenzo.

### La Gloriosa Butteler
A principal torcida do San Lorenzo de Almagro é a barra brava "La Gloriosa Butteler", que é uma das mais tradicionais e fanáticas torcida da Argentina e também da América do Sul. As principais rivais da torcida são as barras dos principais rivais, "La 12" do Boca Juniors e "La Banda de la Quema" do Huracán.
Mas os outros grandes rivais do San Lorenzo, La Guardia Imperial do Racing Club, Los Borrachos del Tablón do River Plate e Los Diablos Rojos do Independiente também tem suas barras como rivais de "La Gloriosa Butteler".
Possui uma grande amizade com a Máfia Azul, e a barra Torcida Fanati-Cruz, ambas do Cruzeiro.[carece de fontes?]

## Rivalidades

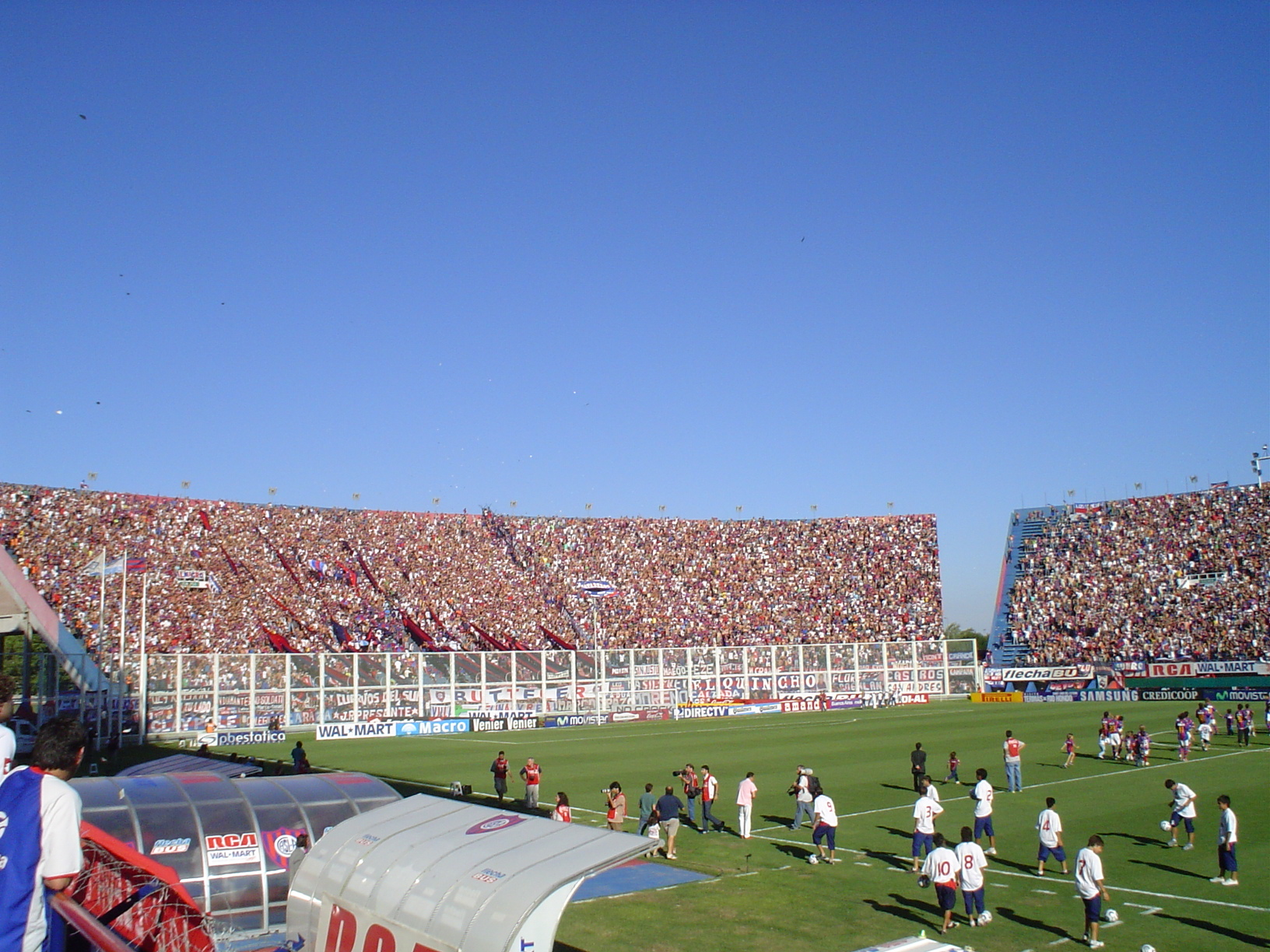

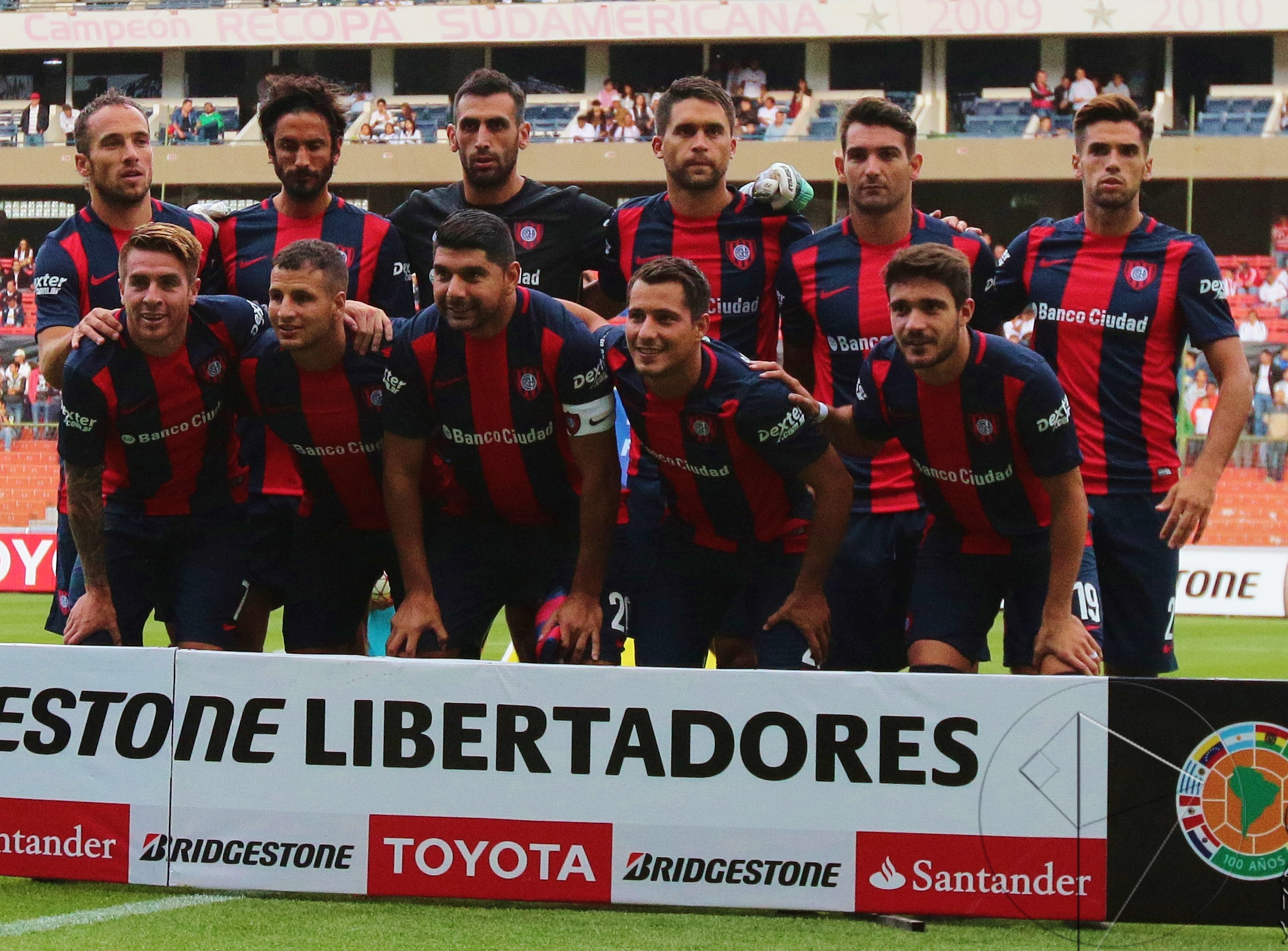

### Huracán
O San Lorenzo tem como maior rival a equipe do Huracán, localizada no bairro de Parque Patricios, estando portanto seus estádios muito próximos um do outro, fazendo um dos clássicos mais tradicionais da Argentina, o Clásico de Barrio ou Clásico Porteño.

### Vélez Sarsfield
Outro clube argentino que se tornou um arqui-rival do Azulgrana é o Vélez Sarsfield, principalmente entre as torcidas dos dois clubes, nas últimas décadas sendo considerado um clássico já provocou a morte de torcedores de ambos e guerras de torcida na Argentina, como por exemplo um torcedor do Vélez, Emanuel Alvarez que em 16 de março de 2008 foi assassinado com um tiro durante uma confusão envolvendo torcedores do San Lorenzo, o tiro foi disparado de um carro branco por um torcedor com a camisa do San Lorenzo. Em março de 2010, Marcelo Javier Aliandre, uruguaio e torcedor do San Lorenzo, foi condenado a 15 anos de prisão ao ser identificado como autor do disparo fatal.
Já em 20 de março de 2011, os clubes não quiseram que isso fosse repetido, quatro dias após os três anos da morte de Emanuel e a seis dias de se completar o primeiro aniversário da condenação de Aliandre pela morte de Emanuel. As delegações das duas equipes trocaram flâmulas pela paz antes da partida.
No entanto, os torcedores do Vélez não queriam que o jogo fosse iniciado em sua casa. Os do San Lorenzo, envoltos em briga, também reagiram. O resto é noticiário e causou a morte de  Ramon Aramao, de 36 anos. Luto por mais um março sangrento e a esperança pela conscientização e pela mudança rumo a paz entre torcidas no futebol argentino mas essa não era a vontade das torcidas. Primeiro foi a torcida do Vélez que ficou atingindo o gramado com papéis e pedras para a partida não se iniciar.
Com 15 minutos de atraso, a partida iniciou e o San Lorenzo parecia melhor encaixado em campo. O setor do meio-campo do CASLA tinha clara superioridade diante dos rivais donos da casa.
Porém a torcida do San Lorenzo iniciou uma ampla revolta contra o reforço policial e contra as agressões que vinha sofrendo.  Tudo isso levou à invasão do campo e à suspensão da partida.
Tudo indica que os torcedores se revoltaram de vez quando souberam da morte, fora do estádio, do torcedor Ramon Aramallo,  de 40 anos, por politraumatismo. Ele chegou sem vida ao hospital. Há indícios de quatro policiais feridos e pelo menos mais um torcedor do San Lorenzo nessa mesma situação.
O presidente do San Lorenzo em 2011, Carlos Adbo, chorou com a situação na entrevista coletiva e pôs a nação azulgrana de luto. A mulher de Ramon Aramallo, segundo o Olé, acusa a polícia de ter matado o seu marido. Em entrevista em frente à Delegacia, Mabel Flores declarou que a própria polícia reconheceu para ela que eles tinham o pegado.
Aramallo deixa sua viúva e dois filhos, um de cinco e outro dez anos. Ele ia aos estádios desde os 16 anos de idade e sua esposa acredita que a morte não foi fruto de uma briga de torcidas, mas sim uma má conduta policial.

### Outras
Além destas rivalidades e motivada sobretudo pela proximidade geográfica dentro da cidade de Buenos Aires, sua torcida também encara como grandes rivais os outros quatro gigantes, River Plate, Boca Juniors, Racing Club e Independiente, por serem clubes tradicionalmente concorrentes pela conquista de títulos e de enorme popularidade, mas entre elas há uma rivalidade histórica notável contra o Boca Juniors.

## Títulos
| CONTINENTAIS   | CONTINENTAIS                      | CONTINENTAIS | CONTINENTAIS |
|                | Competição                        | Títulos      | Temporadas |
| -------------- | --------------------------------- | ------------ | --- |
|                | Copa Libertadores da América      | 1            | 2014 |
|                | Copa Sul-Americana                | 1            | 2002 |
|                | Copa Mercosul                     | 1            | 2001 |
| INTERNACIONAIS |                                   |              | |
|                | Competição                        | Títulos      | Temporadas |
|                | Copa del Río de la Plata          | 1            | 1923 |
|                | Copa Aldao                        | 1            | 1927 |
|                | Copa Confraternidad               | 1            | 1941*[1] |
| NACIONAIS      |                                   |              | |
|                | Competição                        | Títulos      | Temporadas |
|                | Campeonato Argentino - 1ª Divisão | 15           | 3 (1923*, 1924,*[2] 1927) Era Amadora 4 (1933, 1936, 1946, 1959) Campeonato 2 (1968, 1972) Metropolitano 2 (1972, 1974) Nacional 3 (1995, 2001, 2007) Clausura 1 (2013) Inicial |
|                | Copa da Argentina                 | 1            | 1943 Copa de la República |
|                | Supercopa Argentina               | 1            | 2015 |
|                | Campeonato Argentino - 2ª Divisão | 1            | 1982 |
|                | Campeonato Argentino - 3ª Divisão | 1            | 1914 |
|                | TOTAL:                            | 23           | 3 Continentais, 3 Internacionais e 17 Nacionais |

 Campeão Invicto
1. ^ Como a partida de volta não foi jogada, o título não foi proclamado oficialmente.

2. ^ Os anos de 1923 e 1924 correspondem a campeonatos da AAmF.

## Campanhas de destaque
- Mundial de Clubes da FIFA: 2014 (vice-campeão)
- Recopa Sul-Americana: 2003 e 2015 (vice-campeão)

## Uniformes

### Uniformes atuais
- 1º - Camisa listrada em azul e vermelho, calção e meias azuis;
- 2º - Camisa branca, calção e meias brancas.
- 3º - Camisa azul, calção e meias brancas.

| Primeiro | Segundo | Terceiro | Quarto |

### Uniformes anteriores
- 2021

| Primeiro | Segundo | Terceiro |

- 2020

| Primeiro | Segundo | Terceiro |

- 2019

| Primeiro | Segundo | Terceiro |

- 2018

| Primeiro | Segundo | Terceiro |

- 2017

| Primeiro | Segundo | Terceiro |

- 2016

| Primeiro | Segundo |

- 2015

| Primeiro | Segundo |

- 2014

| Primeiro | Segundo | Terceiro |

- 2013

| Primeiro | Segundo | Terceiro | Quarto |

- 2012

| Primeiro | Segundo | Terceiro |

- 2011

| Primeiro | Segundo | Terceiro |

- 2010

| Primeiro | Segundo | Terceiro |

## Elenco atual
Última atualização: 6 de fevereiro de 2025.